# Marguerite Clayton
Marguerite Clayton (12. travnja 1891. – 20. prosinca 1968.) bila je američka glumica nijemog filma. Ona se pojavila u 179 filmova između 1909. i 1928 godine.
Rođena je u Ogdenu, Utah, a umrla u Los Angelesu, Kalifornija, u prometnoj nesreći.

## Izabrana filmografija
- Tiger Thompson (1924.)
- Desert Driven (1923.)
- Canyon of the Fools (1923.)
- Go Get 'Em Hutch (1922.)
- Bride 13 (1920.)
- His Regeneration (1915.)